# Oroszország gazdasági körzetei

Központi Gazdasági Körzet
Központi Feketeföldi Gazdasági Körzet
Kelet-szibériai Gazdasági Körzet
Távol-keleti Gazdasági Körzet
Északi Gazdasági Körzet
Észak-kaukázusi Gazdasági Körzet
Északnyugati Gazdasági Körzet
Volgamenti Gazdasági Körzet
Uráli Gazdasági Körzet
Volga–Vjatkai Gazdasági Körzet
Nyugat-szibériai Gazdasági Körzet
Kalinyingrádi különleges gazdasági övezet

Az Oroszországi Föderáció tizenegy gazdasági körzetre oszlik (orosz nyelven: экономический район, ekonomicseszkij rajon), melyek több fontos mutatóban is különböznek egymástól.

## Bemutatásuk
A gazdasági körzeteket nagyjából hasonló gazdasági feltételek és potenciál, hasonló természetföldrajzi adottságok, a termelési struktúra viszonylagos hasonlósága és más jellemzők alapján alakították ki.
Gazdasági körzet létesítését, megszüntetését vagy összetételének megváltoztatását a Föderáció kormánya rendelheti el. A Föderáció egyik szubjektuma sem tartozhat egynél több gazdasági körzethez.
Az ország gazdasági körzeti felosztása lényegesen különbözik a szövetségi körzeti felosztástól: míg az előbbi kizárólag gazdasági és statisztikai célokat szolgál, addig az utóbbinak tisztán igazgatási célja van.

## A gazdasági körzetek listája és összetétele
- Központi Gazdasági Körzet (Центральный, Centralnij)

1. Brjanszki terület
2. Ivanovói terület
3. Kalugai terület
4. Kosztromai terület
5. Moszkva
6. Moszkvai terület
7. Orjoli terület
8. Rjazanyi terület
9. Szmolenszki terület
10. Tulai terület
11. Tveri terület
12. Vlagyimiri terület
13. Jaroszlavli terület

- Uráli Gazdasági Körzet (Уральский, Uralszkij)

1. Baskíria
2. Cseljabinszki terület
3. Kurgani terület
4. Orenburgi terület
5. Permi határterület
6. Szverdlovszki terület
7. Udmurtföld

- Észak-kaukázusi Gazdasági Körzet (Северо-Кавказский, Szevero-Kavkazszkij)

1. Adigeföld
2. Csecsenföld
3. Dagesztán
4. Ingusföld
5. Kabard- és Balkárföld
6. Karacsáj- és Cserkeszföld
7. Krasznodari határterület
8. Észak-Oszétia
9. Rosztovi terület
10. Sztavropoli határterület

- Volgamenti Gazdasági Körzet (Поволжский, Povolzsszkij)

1. Asztraháni terület
2. Kalmükföld
3. Penzai terület
4. Szamarai terület
5. Szaratovi terület
6. Tatárföld
7. Uljanovszki terület
8. Volgográdi terület

- Nyugat-szibériai Gazdasági Körzet (Западно-Сибирский, Zapadno-Szibirszkij)

1. Altaji határterület
2. Altaj köztársaság
3. Kemerovói terület
4. Hanti- és Manysiföld
5. Novoszibirszki terület
6. Omszki terület
7. Tomszki terület
8. Tyumenyi terület
9. Jamali Nyenyecföld

- Kelet-szibériai Gazdasági Körzet (Восточно-Сибирский, Vosztocsno-Szibirszkij)

1. Bajkálontúli határterület
2. Burjátföld
3. Hakaszföld
4. Irkutszki terület
5. Krasznojarszki határterület
6. Tuva

- Volga–Vjatkai Gazdasági Körzet (Волго-Вятский, Volgo-Vjatszkij)

1. Csuvasföld
2. Kirovi terület
3. Mariföld
4. Mordvinföld
5. Nyizsnyij Novgorod-i terület

- Északnyugati Gazdasági Körzet (Северо-Западный, Szevero-Zapadnij)

1. Leningrádi terület
2. Novgorodi terület
3. Pszkovi terület
4. Szentpétervár

- Központi Feketeföldi Gazdasági Körzet (Центрально-Чернозёмный, Centralno-Csernozjomnij)

1. Belgorodi terület
2. Kurszki terület
3. Lipecki terület
4. Tambovi terület
5. Voronyezsi terület

- Távol-keleti Gazdasági Körzet  (Дальневосточный, Dalnyevosztocsnij)

1. Amuri terület
2. Csukcsföld
3. Zsidó autonóm terület
4. Kamcsatkai határterület
5. Habarovszki határterület
6. Magadani terület
7. Tengermelléki határterület
8. Jakutföld
9. Szahalini terület

- Északi Gazdasági Körzet (Северный, Szevernij)

1. Arhangelszki terület
2. Karélia
3. Komiföld
4. Murmanszki terület
5. Nyenyecföld
6. Vologdai terület

- Státusát tekintve nem gazdasági körzet, hanem különleges gazdasági övezet (2006) ( Калининградская особая экономическая зона) a Kalinyingrádi terület

## Lásd még
- Oroszország közigazgatási beosztása
- Oroszország szövetségi körzetei